# 마르트 켈러
마르트 켈러(Marthe Keller, 1945년 1월 28일 ~ )는 스위스의 배우이다.

## 출연 작품

### 영화
- 마이 원더풀 완다 (2020)
- 마이 리틀 시스터 (2020)
- 싱 미 백 홈 (2019)
- 더 홀리 패밀리 (2019)
- 더 위트니스 (2018)
- 삶의 숨결: 히포크라테스 선서의 무게 (2018)
- 내 아내의 외출 (2017)
- 애프터 러브 (2016)
- 암네시아 (2015)
- 천사의 마크 - 미제레레 (2013)
- 인 어 러쉬 (2012)
- 캐슬린 페리어의 삶과 예술 (2012)
- 자이언츠 (2011)
- 마이 베스트 에너미 (2011)
- 히어애프터 (2010)
- 부케이 파이널 (2008)
- 코텍스 (2008)
- 크리살리스 (2007)
- 유브이 (2007)
- 밤에 부르는 노래 (2004)
- 뒤 (1999)
- 육체의 학교 (1998)
- 코드 네임 K (1997)
- 페레이라가 주장하다 (1995)
- 악몽의 세월 (1989)
- 외로운 승리 (1988)
- 검은 눈동자 (1987)
- 조안 루이 (1985)
- 붉은 키스 (1985)
- 바그너 (1983)
- 격정의 프라하 (1981)
- 포뮬라 (1980)
- 페도라 (1978)
- 바비 디필드 (1977)
- 블랙 썬데이 (1977)
- 마라톤 맨 (1976)
- 고대의 계단 아래 (1975)
- 그리고 지금 나의 사랑 (1974)
- 올드 메이드 (1972)
- 사랑의 호텔 (1969)
- 베를린 스파이 (1966)

### 텔레비전
- 벨 에포크 (1995, Belle Époque)